# Marco Amenta
Marco Amenta né à Palerme en Sicile le 11 août 1970 est un photographe, journaliste et réalisateur de films documentaires italien.

## Biographie
Reporter de guerre freelance rattaché à l'agence Gamma, il couvre la guerre civile en ex-Yougoslavie et particulièrement le siège de Sarajevo en Bosnie-Herzégovine en 1992. Il réalise le documentaire Born in Bosnia et ses reportages photographiques sont publiés par les magazines d'une vingtaine de pays. Sélectionné en France pour le concours annuel de reportages internationaux de l'EMAC (École des Mines), il réalise un documentaire sur la situation politique et humaine de Cuba en 1994.
Il s´engage ensuite pendant quatre ans (de 1994 à 1997) dans la réalisation d'un film documentaire sur les arcanes de la mafia sicilienne. Il produit notamment le film Diario di una Sicilia ribelle (en français Une fille contre la mafia). Le film devient le premier film à caractère documentaire diffusé en prime time sur une chaîne publique italienne. Le film remporte entre 1997 et 1999 plus de 20 prix dans des festivals internationaux dont le Los Angeles Italian Film Award aux États-Unis d'Amérique, le grand prix du festival de Newport ou encore le prix du meilleur documentaire européen.
Il réalise entre 1999 et 2001 un nouveau documentaire sur les secrets de la mafia, Il fantasma di Corleone (en français Le fantôme de Corleone). Ce film est le premier document à oser montrer la réalité du village mythique de Corleone (berceau emblématique des familles mafieuses qui a donné son nom aux personnages du Parrain, le roman de Mario Puzo adapté par Francis Coppola) et à traiter de la vie du parrain Bernardo Provenzano, chef suprême de la Cosa Nostra (mafia sicilienne) en fuite de 1963 à 2006. Le film provoque un choc sans précédent dans la société italienne lors de sa diffusion.
Il est également président de la compagnie Mediterranea Produzione depuis le début des années 2000 et Président du jury du festival Jonio Educational Film Festival (JEFF) des nouveaux talents italiens en 2006.
En 2008, son premier long métrage de fiction traitant de la Mafia, La Sicilienne, est présenté au Festival de Rome.

## Filmographie
- 1998 : Diario di una siciliana ribelle (documentaire)
- 2004 : Il fantasma di Corleone (documentaire)
- 2008 : La Sicilienne (La siciliana ribelle)
- 2015 : Magic Island (documentaire)
- 2019 : The Lone Girl (documentaire)
- 2021 : Tra le onde
- 2023 : Anna